# Ferfer (woreda)
Cet article concerne le district. Pour la ville frontalière, voir Ferfer.
Ferfer est un woreda de l'est de l'Éthiopie situé dans la zone Shabelle de la région Somali. Ce district a 38 984 habitants en 2007 et porte le nom de la localité frontalière Ferfer mais sa principale agglomération est Burkur.
Extrémité sud-est de la zone Shabelle, le district est frontalier de la Somalie.
Il est bordé par le woreda Mustahil à l'ouest et par le woreda Shilabo de la zone Korahe au nord.
Le Chébéli traverse le sud du district.
La route venant de Gode rejoint la route principale Djidjiga-Beledweyne près de Ferfer, à la frontière de la Somalie.
La principale agglomération se trouve environ 200 km au sud-est de Gode, elle peut s'appeler Burkur, Burukur, Buur Ukur, Burcukur ou Buur Cukur selon différentes transcriptions.
D'après le recensement national de 2007 réalisé par l'Agence centrale de la statistique d'Éthiopie, le district compte 38 984 habitants dont 15 % de citadins qui sont les 3 633 habitants de Burkur et 2 084 habitants à Ferfer. Presque tous les habitants sont musulmans.
En 2022, la population est estimée sur le même périmètre à 57 159 personnes avec une densité de population de 29 personnes par km2 et 1 969 km2 de superficie.
Le district s'agrandit toutefois légèrement entre-temps atteignant 2 156 km2 en 2021.